# Anh
Anh är ett könsneutralt förnamn. 153 män har namnet i Sverige och 341 kvinnor. Flest bärare av namnet bor i Skåne där 89 kvinnor har namnet samt 47 män.